# 社格
社格（日语：しゃかく）是日本神社的等级。基於祭政一致的原则，由朝廷等进行定格。

## 上古社格制度
天津社
祭祀天神（天津神）的神社。
　国津社
祭祀國神（国津神）的神社。

## 古代社格制度

### 官社（式內社）
受國家保護的神社可全部稱作「官社」，通常指接受朝廷祈年祭班幣的神社。此制度之起始年代不明，但是由大寶元年（701年）的《大寶律令》明文規定。在古代只有斷片的關於官社的紀錄，但是現存律令時代末期的法令《延喜式》（延長5年，即公元927年）中有官社的記載。
《延喜式神名帳》中記載的神社稱作式內社（しきないしゃ），在《延喜式》的時代明確存在，《延喜式神名帳》卻無記載的神社稱作式外社（しきげしゃ）。式內社有2861社。這些是當時受朝廷重視的神社。式內社之中，包含所有祭祀古來即以靈驗著稱的名神的神社，這些神社稱作名神大社。在《延喜式》的時代，官社制度已無法充分發揮機能，但是「式內社」在後世作為代表格式高的神社的社格，非常受到重視。
官幣社是接受神祇官幣帛（《周禮·秋官·小行人》：“合六幣：圭以馬，璋以皮，璧以帛，琮以錦，琥以繡，璜以黼。此六物者，以和諸侯之好故。”六幣即幣帛。《延喜式》幣帛品目：布帛、衣服、武具、神酒、神饌，以及稱之為紙垂的祓具，或稱大幣、大麻，而非錢幣）的神社，國幣社是接受國司幣帛的神社。各定有大、小之格。當初全部的官社都接受神祇官直接奉幣，但是遠國的神社受限於交通時間，其奉幣由國司代理，所以有官幣社與國幣社之別。但是，遠國也有一些重要的神社被定爲官幣社。

### 社格順序
根据《延喜式神名帳》的记录如下：
- 官幣大社 - 304座198所
- 國幣大社 - 433座155所
- 官幣小社 - 188座375所
- 國幣小社 - 2207座2133所

### 國史見在社
國史見在社（こくしげんざいしゃ）是指六國史中有記載的神社。也稱作國史現在社或國史所載社。但是，六國史中有記載的神社幾乎都是式內社，所以國史見在社一詞通常用來指其中的非式内社。屬於格式高的神社，在後世受到特別的重視。

## 中世社格制度

### 一宮
一宮是國中最有力的神社。國司前往任國赴任時，必須巡拜任國內的神社，稱作神拜。其中最有力的神社稱作一宮，最先参拜，依不同國別也有二宮、三宮存在。一宮無明確規定，所以依神社的盛衰，在不同時代也有不同。從平安時代後期，始於地方，最後畿內也定下此制度。

### 總社（惣社）
国司在祭祀神明时，巡拜国内的神社需要花费很多时间和精力，因此将附近的神社合并到一起，此為總社（惣社）。

### 國司奉幣社
國司奉幣社是各國的國內神名帳中記載的神社。國內神名帳是國司在神拜之際的参拜神社表。但是，只現存一部份，現存的部份也多是写本或抄本，正確的實體、總数等不明。

### 二十二社
二十二社（明神二十二社）是國家發生重大事變、天變地異之時，接受朝廷奉幣的有力神社22社。

## 近代社格制度
近代社格制度是明治維新之後，參考延喜式的社格新制定的社格制度。明治4年（1871年）5月14日，公布「官社定額」「神官職制」等規則，這些規則，不但確立神道為日本國教的地位，也明確劃分了神社的等級。日本盟軍佔領時期，因駐日盟軍總司令部（GHQ）的神道指令而廢止。
近代社格制度的社格順序如下。
- 神宮（伊勢神宮）（最尊貴的神社，不適用社格制度）
- 官國幣社（官社）
  - 官幣大社
  - 國幣大社
  - 官幣中社
  - 國幣中社
  - 官幣小社
  - 國幣小社
  - 別格官幣社（1873年增列）
- 諸社（民社）
  - 府社・縣社・藩社
  - 郷社
  - 村社
- 無格社（神社明細帳中有記載（公認存在），但是無社格的神社）

上記的近代社格制度之外，也有以下的制度。
- 勅祭社
- 東京十社（準勅祭社）
- 內務大臣指定護國神社（護國神社之中，受政府保護的神社）

### 台灣的神社

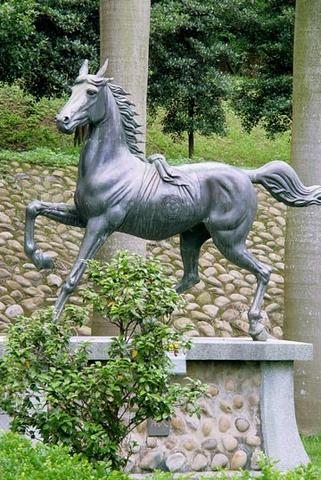
銅馬，置於台灣唯一留存的桃園神社拜殿前（桃園神社當年為縣社）

以台灣曾有的神社為例，日治時代第一座為拉攏人所建的開山神社與現今唯一留存的桃園神社都是縣社；另外，供奉對象不分台日，舊址位於現在台北南海學園的建功神社及新竹神社、台中神社、嘉義神社等為國幣小社（依時間次序設立）。日治時期台灣最高等級的二個神社，則為主祭北白川宮能久親王的臺北市台灣神宮（官幣大社）和台南市台南神社（官幣中社）。

## 現代的制度
戰後，神社脫離國家管理，社格制度也被廢止，所以現代不存在社格。但是，舊制度的社格稱呼仍被使用。例如「式內社」或「一宮」，近代社格制度的社格則表記為「舊社格」。
包括宗教法人的神社本廳，從包括的神社中選定的別表神社、由各都道府縣神社廳獨自制定的制度上的稱呼，雖然只是事務上的用途，但是有時也被視為社格的1種。

## 關連項目
- 神階
- 寺格
- 神宮
- 神社
- 神道
- 近代社格制度